# 1기 SBS배 연승바둑최강전
1기 SBS배 연승바둑최강전은 SBS의 TV속기전이다. 결승에서는 이창호 六단이 장수영 九단을 2대 1로 초대 우승을 달성했다.

## 대국 결과
| 대진            | 연도   | 대국일자  | 승자            | 패자            | 결과             | 기보 | 비고                                          |
| --------------- | ------ | --------- | --------------- | --------------- | ---------------- | ---- | --------------------------------------------- |
| 본선 1국        | 1992년 | 4월 17일  | 이동규 七단     | 김희중 八단     | 229수 흑 불계승  |      |                                               |
| 본선 2국        | 1992년 | 4월 17일  | 이동규 七단     | 김동엽 四단     | 215수 흑 불계승  |      |                                               |
| 본선 3국        | 1992년 | 5월 7일   | 이동규 七단     | 이상훈(小) 初단 | 135수 흑 불계승  |      | 前 이동규 七단 3연승                          |
| 본선 4국        | 1992년 | 5월 7일   | 황원준 七단     | 김종수 初단     | 221수 흑 5집반승 |      |                                               |
| 본선 5국        | 1992년 | 5월 15일  | 서능욱 九단     | 황원준 七단     |                  |      |                                               |
| 본선 6국        | 1992년 | 5월 15일  | (故)이주룡 六단 | 서능욱 九단     |                  |      |                                               |
| 본선 7국        | 1992년 | 5월 29일  | 강훈(大) 七단   | (故)이주용 六단 | 176수 백 불계승  |      | 강훈(大) 七단 2연승                           |
| 본선 8국        | 1992년 | 5월 29일  | 강훈(大) 七단   | 정수현 七단     | 261수 백 5집반승 |      |                                               |
| 본선 9국        | 1992년 | 6월 12일  | 김영환 二단     | 강훈(大) 七단   | 169수 흑 불계승  |      |                                               |
| 본선 10국       | 1992년 | 6월 12일  | (故)우쑹성 九단 | 김영환 二단     | 267수 흑 5집반승 |      |                                               |
| 본선 11국       | 1992년 | 6월 26일  | (故)우쑹성 九단 | 양상국 七단     | 235수 흑 1집반승 |      |                                               |
| 본선 12국       | 1992년 | 6월 26일  | (故)우쑹성 九단 | 조훈현 九단     | 310수 백 반집승  |      | 생전 (故)우쑹성 九단 중국 출신 객원기사 3연승 |
| 본선 13국       | 1992년 | 7월 10일  | 김수장 八단     | (故)정현산 三단 | 248수 흑 2집반승 |      |                                               |
| 본선 14국       | 1992년 | 7월 10일  | 노영하 七단     | 김수장 八단     | 267수 백 3집반승 |      |                                               |
| 본선 15국       | 1992년 | 7월 10일  | 이상훈(大) 三단 | 노영하 七단     | 190수 백 불계승  |      |                                               |
| 본선 16국       | 1992년 | 7월 24일  | 윤기현 九단     | 이상훈(大) 三단 | 241수 흑 불계승  |      |                                               |
| 본선 17국       | 1992년 | 7월 24일  | (故)김인 九단   | 윤기현 九단     | 238수 흑 1집반승 |      |                                               |
| 본선 18국       | 1992년 | 8월 7일   | 유창혁 五단     | (故)김인 九단   | 216수 흑 6집반승 |      |                                               |
| 본선 19국       | 1992년 | 8월 7일   | 장수영 九단     | 유창혁 五단     | 237수 백 3집반승 |      |                                               |
| 본선 20국       | 1992년 | 8월 21일  | 장수영 九단     | 양재호 七단     | 241수 흑 반집승  |      |                                               |
| 본선 21국       | 1992년 | 8월 21일  | 장수영 九단     | 김좌기 六단     | 282수 백 9집반승 |      | 장수영 九단 3연승 준우승                      |
| 본선 22국       | 1992년 | 9월 4일   | 홍태선 七단     | 최규병 五단     | 217수 흑 불계승  |      |                                               |
| 본선 23국       | 1992년 | 9월 4일   | 홍태선 七단     | (故)하찬석 八단 | 108수 백 불계승  |      | 前 홍태선 칠단 2연승                          |
| 본선 24국       | 1992년 | 9월 18일  | 서봉수 九단     | 홍태선 七단     | 186수 백 불계승  |      |                                               |
| 본선 25국       | 1992년 | 9월 18일  | 김일환 七단     | (故)임선근 七단 | 265수 흑 5집반승 |      |                                               |
| 본선 26국       | 1992년 | 10월 2일  | 김일환 七단     | 홍태선 七단     | 286수 백 5집반승 |      |                                               |
| 본선 27국       | 1992년 | 10월 2일  | 김일환 七단     | 홍종현 七단     | 183수 흑 불계승  |      | 김일환 七단                                   |
| 본선 28국       | 1992년 | 10월 16일 | 이창호 六단     | 백성호 八단     | 267수 백 8집반승 |      | 이창호 七단 마지막 최종 승리 우승             |
| 결선 준준결승전 | 1992년 | 10월 30일 | 이창호 六단     | 김일환 七단     | 141수 흑 불계승  |      |                                               |
| 결선 준결승 1국 | 1992년 | 11월 20일 | 장수영 九단     | (故)우쑹성 七단 | 217수 흑 불계승  |      | 결선 통과 후 최종 결승전에서 준우승           |
| 결선 준결승 2국 | 1992년 | 11월 20일 | 이창호 六단     | 이동규 七단     | 216수 백 불계승  |      | 결선 2연승 통과 후 최종 결승전에서 우승       |
| 결승 1국        | 1993년 | 2월 19일  | 이창호 六단     | 장수영 九단     | 197수 흑 불계승  |      |                                               |
| 결승 2국        | 1993년 | 3월 12일  | 장수영 九단     | 이창호 六단     | 189수 흑 반집승  |      |                                               |
| 결승 3국        | 1993년 | 3월 25일  | 이창호 六단     | 장수영 九단     | 218수 흑 9집반승 |      | 이창호 六단 초대 우승(2:1)                    |